# Dmitri Dorofeev
Dmitri Dorofeev (n. 13 noiembrie 1976, Kolomna, RSFS Rusă, URSS) este un patinator de viteză ce a reprezentat Rusia, medaliat olimpic. A participat la 2 ediții ale Jocurilor Olimpice (2002, 2006) în care a câștigat o medalie de aur.